# Zoo (magazine, 1997)
Pour les articles homonymes, voir Zoo.
Ne doit pas être confondu avec Zoo (magazine, 2004).
Zoo était un magazine satirique français, fondé par Éric Martin et publié de 1997 à 2000 par les éditions COGEREV (directeur de la publication Pierre JB Bénichou) Son slogan était « Tous des bêtes ! ».

## Équipe éditoriale
L'équipe éditoriale était constituée de dessinateurs et de journalistes tels que Charb, Berth, Faujour, Jean-Marc Lastrade, Mehdi Ba, Xavier Naizet, Oueb, Sygar, Serge Livrozet, Philippe Vuillemin, Yann Kerninon, le professeur Choron, Guerra, Charlie Schlingo, Otho Puol, Christian Laborde, et Lefred-Thouron. De nombreux membres de cette équipe ont collaboré à d'autres magazines satiriques français tels que Charlie Hebdo, Hara-Kiri ou encore Fluide glacial. En 1999, le journal était édité par Pierre Bénichou (à ne pas confondre avec le journaliste homonyme), propriétaire entre autres de journaux pornographiques, qui déclarait que « l'argent du porno » lui permettait de financer des « bulles de liberté » comme ZOO.

## Contenu
ZOO se livrait principalement à une satire des médias de masse, en utilisant des techniques de photomontage détournant l'iconographie des grands groupes médiatiques, tout en assurant la promotion de la contre-culture grâce à la publication d'entretiens avec des artistes et intellectuels underground.

## Disparition
Le ton très cru de ZOO lui vaut plusieurs procès, dont un avec Xavière Tiberi qui avait été présentée dans les colonnes du journal comme « la pute la plus chère de Paris ». En 1998, Céline Dion et Vanessa Demouy attaquent chacune le magazine en justice pour les avoir tournées en ridicule dans des photomontages en couverture. En 1999, le magazine, condamné à 200 000 francs d'amende dans le cadre du procès avec Vanessa Demouy, voit ses comptes bancaires directement saisis à la demande de l'avocat de l'actrice, ce qui compromet son équilibre financier. Il cesse de paraître l'année suivante. Le quinzième et dernier numéro, en date de mai 2000, consiste en une anthologie des précédents.

## Usurpation
En janvier 2015, peu après l'attentat contre Charlie Hebdo, Jean-Christophe Florentin, qui avait été un des premiers actionnaires de Cogerev, société éditrice de ZOO, avant de revendre ses parts à Pierre JB Benichou, sort une publication reprenant le nom, le logo et le slogan du magazine disparu en 2000, en les associant sur la couverture au visuel Je suis Charlie. Ce journal, qui se présente comme un « hors-série », surfe la vague des attentats en reproduisant, sans autorisation et sous prétexte d'hommage, des dessins de Tignous, Charb et Wolinski ainsi que ceux d'autres artistes. Éric Martin signe alors, avec Berth, Faujour et Vuillemin, un communiqué dénonçant l'œuvre d'un « charognard »,. Un second numéro de ce nouveau ZOO est publié le mois suivant, avec en couverture un dessin de Gotlib paru à l'origine dans Fluide glacial. L'ancienne équipe du véritable ZOO annonce son intention de porter plainte, de même que la veuve de Tignous, ainsi que Fluide glacial qui explique que les responsables de cette publication ont obtenu l'autorisation de reproduire le dessin de Gotlib en se faisant passer pour le journal gratuit ZOO,,.